# Wentworth (Fernsehserie)
Wentworth ist eine australische TV-Drama-Serie. Sie wurde erstmals am 1. Mai 2013 auf SoHo ausgestrahlt. Seit 2017 auf Showcase. Es handelt sich um eine Neuauflage der Serie Prisoner, die von 1979 bis 1986 auf Network Ten ausgestrahlt wurde. Die Serie spielt in der heutigen Zeit und beginnt mit den ersten Tagen der Bea Smith (Danielle Cormack) im fiktiven Gefängnis „Wentworth Correctional Center“; diese kommt aufgrund des versuchten Totschlags an ihrem Ehemann in Untersuchungshaft.
Die ersten drei Staffeln wurden in einer alten Fabrikhalle in Clayton, Victoria gefilmt. Aufgrund der Handlung und dem damit verbundenen Feuer zog die Produktion für die vierte Staffel nach Newport, Victoria um.

## Handlung
Bea Smith sitzt wegen versuchten Totschlags an ihrem Ehemann in Untersuchungshaft und wartet dort auf ihren Prozess. Sie lernt dort sehr schnell, dass man in einem Gefängnis ums Überleben kämpfen muss.
Sie muss sich entscheiden: Schließt sie sich der erfahrenen und skrupellosen Jacs Holt an, die ihre Strafe seit sieben Jahren absitzt und sich bereits mehrfach als „Top Dog“ bewährt hat oder hält sie sich an ihre Block-Genossin Franky, eine gerissene und berechnende Frau, die einsitzt, weil sie einem TV-Koch kochendes Öl ins Gesicht geschüttet hat. Auch Franky hat die Frauen im Gefängnis im Griff, möchte sie durch ihren Drogenschmuggel an sich binden und „Top Dog“ bleiben. Dieser Versuch scheitert jedoch und wird von der Direktorin Meg Jackson mit Isolationshaft bestraft. Bei einem späteren Aufstand der Insassen wird Meg Jackson erstochen. Wie sich im Verlauf der Serie herausstellt, wurde der Aufstand von Vera Bennett eingefädelt, da sie Jacs Holt um Hilfe bat, um ihr Können zu beweisen. Meg Jackson wurde von Franky erstochen und nicht, wie vermutet, von Jacs.

## Veröffentlichung und Rezeption
Die Serie hat eine überwiegend positive Resonanz von Kritikern erhalten. Die erste Folge war die meistgesehene australische Drama-Serien-Premiere in der Foxtel-Geschichte. Die Serie wurde von mehreren Ländern, unter anderem Neuseeland und Großbritannien, geordert, wo sie unter dem Namen Wentworth Prison läuft. Die vierte Staffel wurde am 27. Februar 2015 in Auftrag gegeben und seit dem 10. Mai 2016 ausgestrahlt. Die 5. Staffel wurde von August bis Dezember 2016 gedreht und im Frühling 2017 ausgestrahlt. Staffel 6 wurde 2018 ausgestrahlt. 
Im Dezember 2018 wurde Wentworth um ein finales Kapitel mit dem Titel Wentworth: Redemption verlängert, welches aus 20 Episoden (Staffel 8 und 9) besteht und am Stück produziert wurde. Die Dreharbeiten für die 10 Folgen von Staffel 8 starteten im Oktober 2019 und dauerten bis Frühjahr 2020 an. Die Produktion der 10-teiligen 9. Staffel wurde im September 2020 fertiggestellt. Die ersten 10 Episoden der Staffel 8 wurden erstmals 2020 ausgestrahlt. Die finalen 10 Folgen der Staffel 9 starteten am 24. August 2021 beim australischen TV-Sender Showcase. Wentworth endet nach insgesamt 100 Episoden. 

## Besetzung und Synchronisation
Die Serie wird bei der Scalamedia unter der Dialogregie von Gundi Eberhard und Tobias Lelle synchronisiert.

### Hauptbesetzung
| Rollenname              | Schauspieler         | Hauptrolle Staffel  | Nebenrolle (Folge) | Synchronsprecher                                         |
| ----------------------- | -------------------- | ------------------- | ------------------ | -------------------------------------------------------- |
| Bea Smith               | Danielle Cormack     | 1.01–4.12           |                    | Bettina Weiß                                             |
| Franky Doyle            | Nicole da Silva      | 1.01–4.02 5.01–6.03 | 7.09               | Kaya Marie Möller                                        |
| Jacs Holt               | Kris McQuade         | 1.01–1.10           |                    | Eva Kryll                                                |
| Erica Davidson          | Leeanna Walsman      | 1.01–1.10           |                    | Anna Carlsson                                            |
| Vera Bennett            | Kate Atkinson        | 1.01–9.10           |                    | Schaukje Könning                                         |
| Liz Birdsworth          | Celia Ireland        | 1.01–7.10           |                    | Almut Zydra                                              |
| Doreen Anderson         | Shareena Clanton     | 1.01–5.12           |                    | Anne Düe                                                 |
| Matthew Fletcher        | Aaron Jeffery        | 1.01–3.12           |                    | Leon Boden                                               |
| Will Jackson            | Robbie Magasiva      | 1.01–9.10           |                    | Nicolas Böll                                             |
| Meg Jackson             | Catherine McClements | 1.01                | 1.02–1.10          | Sabine Arnhold                                           |
| Sue „Boomer“ Jenkins    | Katrina Milosevic    | 2.01–9.10           | 1.01–1.10          | Peggy Sander                                             |
| Joan Ferguson „Monster“ | Pamela Rabe          | 2.01–5.12 8.01–9.10 | 6.08–6.09          | Martina Treger                                           |
| Karen „Kaz“ Proctor     | Tammy MacIntosh      | 4.01–7.04           | 3.01–3.12, 7.05    | Anke Reitzenstein                                        |
| Allie Novak             | Kate Jenkinson       | 4.01–9.10           |                    | Maja Maneiro (Staffel 4-6) Ranja Bonalana (ab Staffel 7) |
| Sonia Stevens           | Sigrid Thornton      | 4.06–6.07           |                    | Ulrike Möckel                                            |
| Jake Stewart            | Bernard Curry        | 4.05–9.10           |                    | Roman Wolko                                              |
| Rita Conners            | Leah Purcell         | 6.01–9.10           |                    | Sabine Falkenberg                                        |
| Ruby Mittchell          | Rarriwuy Hick        | 6.01–9.10           |                    | Tanja Schmitz                                            |
| Marie Winter            | Susie Porter         | 6.04–9.09           |                    | Antje von der Ahe                                        |
| Lou Kelly               | Kate Box             | 8.01–9.10           |                    | Melanie Pukaß                                            |
| Reb Keane               | Zoe Terakes          | 8.01–8.11           |                    | Runa Aléon                                               |
| Ann Reynolds            | Jane Hall            | 8.01–9.10           |                    | Andrea Aust                                              |
| Judy Bryant             | Vivienne Awosoga     | 8.03–9.10           |                    | Leonie Dubuc                                             |

### Nebenbesetzung
| Rollenname            | Schauspieler      | Nebenrolle (Folge) | Synchronsprecher       |
| --------------------- | ----------------- | ------------------ | ---------------------- |
| Kim Chang             | Ra Chapman        | 1.01–5.11          | Laurine Betz           |
| Harry Smith           | Jake Ryan         | 1.01–2.09          | Peter Flechtner        |
| Debbie Smith          | Georgia Flood     | 1.01–2.01, 4.09    | Sarah Alles            |
| Linda Miles           | Jacquie Brennan   | 1.02–8.20          | Gundi Eberhard         |
| Derek Channing        | Martin Sacks      | 1.02–6.12          | Erich Räuker           |
| Hayley Jovanka        | Cassandra Magrath | 1.02–3.05          | Jessica Walther-Gabory |
| Brayden Holt          | Reef Ireland      | 1.03–2.12          |                        |
| Rosalind „Roz“ Jago   | Benne Harrison    | 1.03–2.03          |                        |
| Rachel Singer         | Annie Jones       | 1.04, 1.08, 2.10   | Silvia Mißbach         |
| Vinnie Holt           | John Bach         | 1.04, 1.08         |                        |
| Rita Bennett          | Lynette Curran    | 1.06, 2.06–2.07    | Sonja Deutsch          |
| Simone „Simmo“ Slater | Ally Fowler       | 1.07–2.06          | Arianne Borbach        |
| Rose Atkins           | Maggie Naouri     | 2.01–3.12          | Anita Hopt             |
| Sky Pierson           | Kathryn Beck      | 2.01–2.12          | Luisa Wietzorek        |
| Nash Taylor           | Luke McKenzie     | 2.02–2.12          | Jeffrey Wipprecht      |
| Colin Bates           | Steve Le Marquand | 2.02–2.06          |                        |
| Jess Warner           | Georgia Chara     | 2.04–3.12          | Ilona Otto             |
| Maxine Conway         | Socratis Otto     | 2.04–5.02          |                        |
| Sophie Donaldson      | Edwina Samuels    | 2.10–3.12          |                        |
| Jodie Spiteri         | Pia Miranda       | 3.01–3.11          | Nicole Hannak          |
| Bridget Westfall      | Libby Tanner      | 3.01–6.03          | Dorette Hugo           |
| Dr. Greg Miller       | David de Lautour  | 7.01–8.19          | Alexander Doering      |
| Sean Brody            | Rick Donald       | 7.01-7.10          |                        |

## Remakes
- 2014 begann in den Niederlanden die Ausstrahlung von Celblok H[2] auf TV Network und SBS 6. Hauptrollen übernahmen Isa Hoes, Eva van de Wijdeven, Bo Mearten und Inge Ipenburg. Die Serie endete 2017 mit der vierten Staffel. 46 Episoden wurden bis dahin produziert.
- 2014 entstand in Berlin eine deutsche Version von Wentworth, die von der UFA Serial Drama produziert und im Frühjahr 2015 unter dem Titel Block B – Unter Arrest von RTL ausgestrahlt wurde. Die zentralen Hauptrollen übernahmen Katrin Sass, Gisa Zach, Nina Hoger, Ulrike Röseberg und Claudia Gaebel. Die erste Staffel lief bis Ende April 2015, eine Fortsetzung ist nicht geplant.
- 2018 begann die türkische Version von Wentworth namens Avlu, ausgestrahlt auf Star TV mit Demet Evgar, Ceren Moray und Nursel Köse als Hauptrollen im türkischen Fernsehen. Eine Folge dauert ungefähr zweieinhalb Stunden. Die Handlung spielt in Istanbul.